# Hauptstraße 35 (Holzweißig)

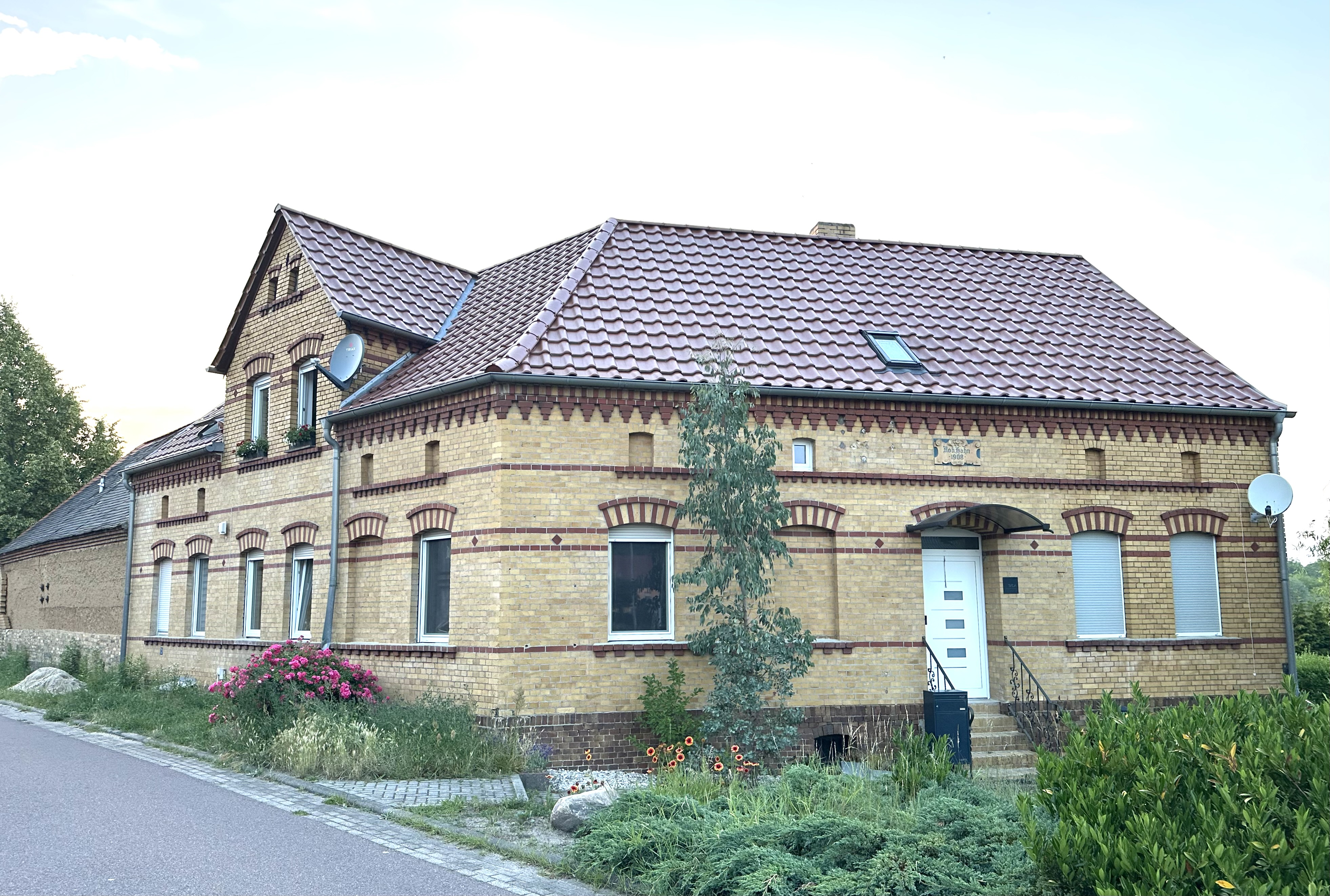
Bauernhof Hauptstraße 35 im Jahr 2025

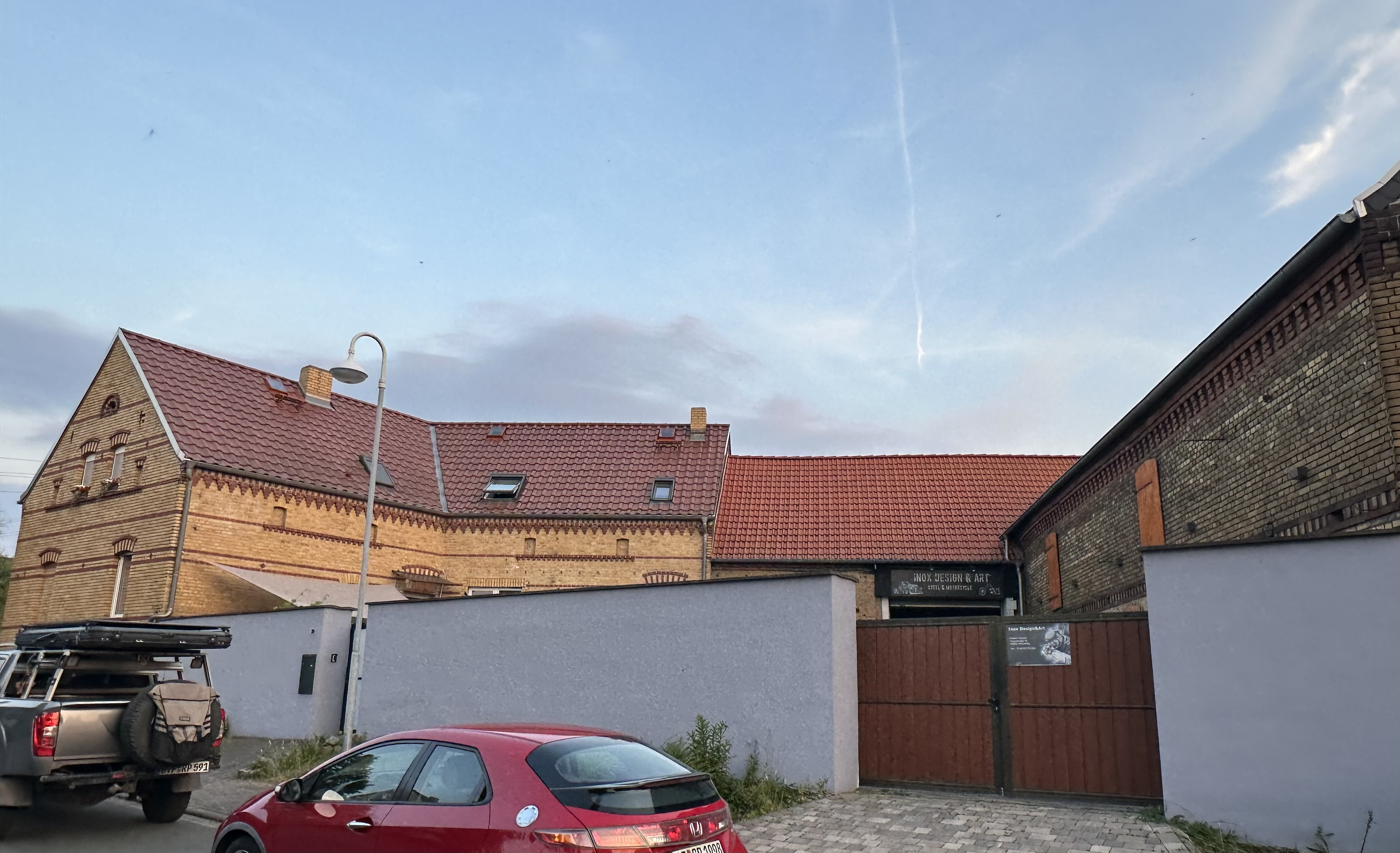
Blick von Nordwesten

Hauptstraße 35 ist ein denkmalgeschützter Bauernhof im zur Stadt Bitterfeld-Wolfen gehörenden Ortsteil Holzweißig in Sachsen-Anhalt.

## Lage
Der Bauernhof befindet sich im östlichen Teil von Holzweißig auf der Südseite der Hauptstraße. Das Grundstück befindet sich in einer markanten Ecklage zur auf der Südseite verlaufenden Hinteren Dorfstraße, die östlich des Gebäudes spitzwinklig auf die Dorfstraße einmündet.

## Architektur und Geschichte
Zu dem Dreiseitenhof gehört ein eineinhalbgeschossiges Wohnhaus von 1908. Die Fassade des Backsteingebäudes ist durch die Verwendung heller und dunkler Ziegel lebendig gestaltet. Nach Süden zur Hinteren Dorfstraße hin besteht ein breites, zweiachsiges Zwerchhaus mit Querdach. Als Nebengebäude bestehen ein aus Ziegeln gemauerter Stall sowie eine Lehmscheune mit einem Backsteingiebel.
Im Denkmalverzeichnis des Landes Sachsen-Anhalt ist der Bauernhof unter der Erfassungsnummer 094 96560 als Baudenkmal verzeichnet.
Der Bauernhof gilt als städtebaulich bedeutend.